# Alex Day
Alex Day (* 8. April 1989, bürgerlich Alex Richard George Day) ist ein britischer Videoblogger und Musiker, der durch die Video-Plattform YouTube bekannt wurde.

## Videoblog
Day begann 2006, unter dem Namen Nerimon Videoblogs auf YouTube zu veröffentlichen. Den Künstlernamen, den er als Kind für einen Charakter seiner selbstgeschriebenen Digimon-Fanfiction erfunden hatte, legte er Ende 2013 ab und vloggt auf YouTube seither unter seinem Namen Alex Day. 2009 war Day Teil des Chartjackers-Projekts von BBC Switch, das erfolgreich eine Charity-Single in den britischen Charts platzieren konnte.
Days YouTube-Kanal überschritt im November 2013 die Marke von einer Million Abonnenten, sank aber im Zuge seines zeitweiligen Rückzugs wieder. Im Dezember 2014 gab über 980.000 Abonnenten, die veröffentlichten Videos wurden insgesamt mehr als 130 Millionen Mal aufgerufen. Meistgesehener Beitrag ist mit über 2 Millionen Aufrufen LOST in 3 Minutes, in dem Day die Fernsehserie Lost erklärt.

## Musik

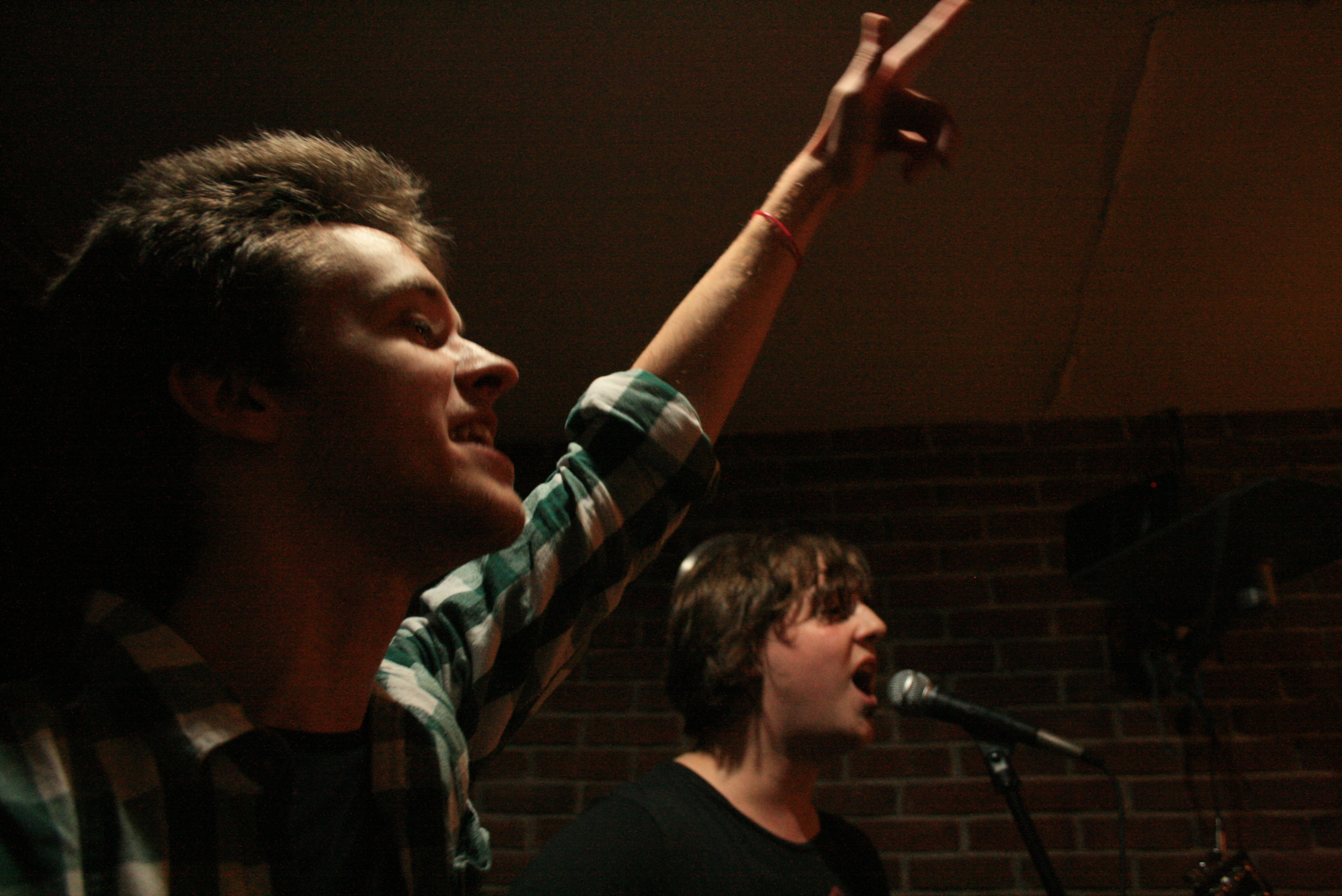
Alex Day und Ed Blann bei einem Auftritt in New York City 2010

2009 veröffentlichte Alex Day mit Parrot Stories sein erstes Soloalbum, das von Tom Milsom produziert wurde. 2010 erschien The World Is Mine (I Don't Know Anything).
Neben seinen Aktivitäten als Solo-Künstler ist Day Gründungsmitglied der Band Chameleon Circuit, deren Songs sich thematisch an der Fernsehserie Doctor Who orientieren. Diese veröffentlichte im Juni 2009 ihr selbstbetiteltes Debüt-Album, von dem in der ersten Woche über 1000 Stück verkauft wurden. Das am 12. Juli 2011 erschienene zweite Album Still Got Legs konnte sich in den UK iTunes Album Charts auf Platz 27 und in den iTunes Rock Album Charts auf Rang 4 platzieren. Neben Day sind Charlotte McDonnell, Liam Dryden sowie die 2011 hinzugestoßenen Ed Blann und Michael Aranda Mitglied der Band. Gründungsmitglied Chris Beattie stieg vor der Produktion der zweiten Platte aus.
Darüber hinaus war Alex Day zusammen mit McDonnell, Ed Blann und Tom Milsom Mitglied der Band Sons of Admirals, die im Juni 2010 das Cat-Stevens-Cover Here Comes My Baby veröffentlichte. Die Single erreichte Platz 61 der britischen Charts, es berichtete unter anderem The Sun, die die Band auch zu einer Live-Session einlud.
Im November 2011 forderte Day seine Abonnenten auf, sein Lied Forever Yours zu unterstützen, um die Weihnachtscharts des Vereinigten Königreichs mit einem originellen Lied zu überraschen, welches nicht aus der Casting-Show-Riege von The X Factor stammt. Am 13. November 2011 veröffentlichte Day seine Single Forever Yours auf iTunes und ab dem 18. Dezember, dem ersten Tag der Chartszählung, folgten insgesamt dreizehn Remixes – teilweise von anderen YouTubern, teilweise von ihm selbst geschaffen –, deren gesamte Einnahmen an wohltätige Vereinigungen gehen sollen, größtenteils an World Vision. Damit und durch die zusätzliche Veröffentlichung auf Amazon MP3 und seinen Aufruf, die Lieder per iTunes auch an andere zu verschenken, nutzte er Schlupflöcher der Online-Charts, die all diese Verkäufe auf sein Ursprungslied verbuchten. Am 25. Dezember wurde durch die UK Charts verkündet, dass Forever Yours den vierten Platz erlangt hatte, noch vor Künstlern wie Coldplay. Damit ist Day der erste Künstler, der jemals in die Top Ten der UK-Charts gelangte, ohne einen Plattenvertrag zu haben und ohne die Unterstützung durch Radio oder Fernsehen. Dabei wurden seiner eigenen Aussage nach über 20.000 £ für wohltätige Zwecke gesammelt.

## Andere Aktivitäten
Neben seinen Tätigkeiten als Vloger und Musiker arbeitet Alex Day an weiteren Projekten. So entwickelte er mit seinem Cousin Danny Hooper das Kartenspiel Sopio, für welches regelmäßig Meisterschaften stattfinden. Außerdem schuf er das Projekt Lifescouts, bei welchem er metallene Abzeichen für bestimmte Erlebnisse verkauft, welche die Käufer sammeln können; der Name und die Idee lehnt an die Abzeichen der Pfadfinder an.
Am 13. Oktober 2014 veröffentlichte Day ein Buch über die London Underground, welches man ausschließlich über eine von ihm betriebene Website beziehen kann, da er es selbst verlegt.

## Missbrauchsaffäre
Im März 2014 startete eine Serie von öffentlichen Anschuldigungen gegen Day und weitere britische YouTube-Persönlichkeiten, laut denen Day seit seinem 21. Lebensjahr mindestens 11 Mädchen ab dem Alter von 16 Jahren emotional manipuliert und in einigen Fällen sexuell genötigt haben soll. Auf seiner Tumblr-Seite erklärte er am 14. März 2014:

“It’s only in the last 24 hours that I’m realising how much I created situations that put people under enormous pressure. I wasn’t being responsible enough to be aware of it, and that’s my fault entirely. I want to be clear that I’m not blaming this on my lack of awareness or knowledge of consent and boundaries. I’m blaming myself. I’m deeply, deeply ashamed of this.”

„Erst in den letzten 24 Stunden habe ich erkannt, wie oft ich Situationen verursacht habe, die Menschen unter enormen Druck setzten. Ich war nicht verantwortungsbewusst genug, um es zu bemerken, und daran bin nur ich
schuld. Ich möchte klarstellen, dass ich hierfür nicht meinen Mangel an Kenntnis in Sachen Einverständnis und Grenzen verantwortlich mache. Ich mache mich selbst verantwortlich. Ich schäme mich zutiefst dafür.“

Seitdem zog sich Day für mehrere Monate weitgehend aus der Öffentlichkeit zurück, u. a. veröffentlichte er keine Videos auf YouTube und keine Tweets auf Twitter, seine tumblr-Seite ist nicht mehr abrufbar. Am 5. Oktober 2014 machte er ein Video, in dem er über die Anschuldigungen und seinen öffentlichen Rückzug spricht. In einem Ansatz der Erklärung stellt er zwei Fälle vor, die er als geringe Delikte einordnet, und kritisiert die in seinen Augen aufhetzende Tumblr-Gemeinschaft, die ihm nicht die Chance gegeben habe, seine Sicht der Vorkommnisse mitzuteilen. Seitdem veröffentlicht Day wieder sporadisch Videos und Tweets. Während auf YouTube die Anzahl negativer Kommentare unter seinen Videos abnimmt, sank seine Abonnentenzahl am 28. November erstmals unter die Marke von einer Million.

## Diskografie
- 2009: Chameleon Circuit (mit Chameleon Circuit, DFTBA Records)
- 2009: Parrot Stories (CD/Download, DFTBA Records)
- 2010: 117% Complete (EP, CD/Download, DFTBA Records)
- 2010: The World Is Mine (I Don’t Know Anything) (CD/Download, DFTBA Records)
- 2010: Soup Sessions Acoustic (EP, CD/Download, DFTBA Records)
- 2011: Still Got Legs (mit Chameleon Circuit, DFTBA Records)
- 2013: I've Got What It Takes (CD/Download, DFTBA Records)